# Lopholejeunea lepidoscypha
Lopholejeunea lepidoscypha là một loài Rêu trong họ Lejeuneaceae. Loài này được Kiaer & Pearson mô tả khoa học đầu tiên năm 1892.